# Andrea Aghini
Andrea Aghini Lombardi, né le 29 décembre 1963 à Livourne (Toscane), est un pilote de rallye italien.

## Biographie

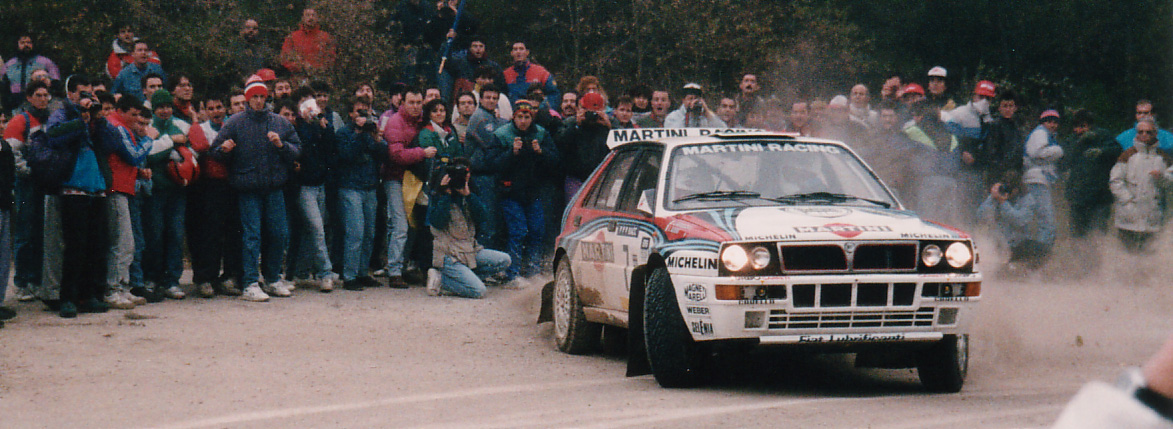
Andrea Aghini au rallye de Catalogne en 1992.

Andrea Aghini a couru en WRC essentiellement de 1992 à 1995.
Son total de courses dans le championnat mondial est de 26 entre 1986 et 2000, glânant 117 points et 23 victoires d'étapes, ainsi qu'une victoire pour cinq podiums (quatre troisièmes places).
Ses écuries successives furent liées à Peugeot, Jolly Club, Lancia, Toyota, H.F. Grifone, et Mitsubishi, et ses copilotes essentiellement Sauro Farnocchia de 1984 à 1996, Loris Roggia de 1997 à 2003, et Massimiliano Cerrai de 2003 à 2007.

## Palmarès

### Titres
- Double Champion d'Italie des rallyes, en 1998 et 1999, sur Toyota Corolla WRC; 
  - Vice-champion d'Italie des rallyes en 1997;
  - Vice-champion d'Europe des rallyes en 1998:
  - 3e du championnat d'Italie des rallyes en 2001;
  - 3e du championnat d'Italie des rallyes Groupe N en 2006;
  - 4e du championnat d'Europe des rallyes en 1997;
  - 4e de l'international rally challenge en 2006.

### WRC
| # | Course                                      | Saison | Copilote         | Voiture                                        |
| - | ------------------------------------------- | ------ | ---------------- | ---------------------------------------------- |
| 1 | Italie 34º Rallye Sanremo - Rallye d'Italie | 1992   | Sauro Farnocchia | Lancia Delta HF Intégrale, pour Martini Racing |
(3e: rallye d'Espagne en 1992, du Portugal en 1993, et de France en 1994 et en 1995 (Corse))

### 11 victoires enERC
- - 1992, 1994, 1998 et 2002: Rallye Vinho da Madeira;
  - 1998 et 2002: Rallye di San Marino;
  - 1997: Rallye del Ciocco e Valle del Serchio;
  - 1997: Rallye International du Valais;
  - 1999: Rallye della Lana;
  - 1999: Rallye Internazionale di Messina;
  - 2001: Rallye Piancavallo.

- Course des Champions: 1992, devant Colin McRae en finale, et Carlos Sainz en demi-finale.

- Autres courses: 1999, Rallye Alpi Orientali (comptant cette année-là pour le championnat d'Italie seulement).